# 东智义胡同
39°54′05″N 116°21′54″E / 39.9013337°N 116.3649186°E
东智义胡同，是位于北京市西城区中部的一条胡同。

## 简介
东智义胡同为南北走向，南到宣武门西大街（北侧岔道，即原象来街），北到园宏胡同。全长284米，平均宽4米。因为地势低，清朝此地泛称“猪尾坑”、“猪尾大坑”、“猪尾巴大坑”。旁边的胡同称为“猪尾胡同”。1911年之后雅化改为“智义伯胡同”。后来析为东、西两条胡同，该胡同在东，1965年定名为“东智义胡同”。